# Kensuke Kagami
Kensuke Kagami (jap. 加賀見 健介 Kagami Kensuke; ur. 21 listopada 1974) – japoński piłkarz występujący na pozycji pomocnika.

## Kariera klubowa
Od 1997 do 2003 roku występował w klubach FC Tokyo, Oita Trinita i Kawasaki Frontale.